# Zepsyche acinaces
Zepsyche acinaces är en nattsländeart som beskrevs av Mcfarlane 1960. Zepsyche acinaces ingår i släktet Zepsyche och familjen Oeconesidae. Inga underarter finns listade i Catalogue of Life.